# Nebsenre
Nebsenre fou un faraó de la dinastia XIV d'Egipte que governà durant almenys cinc mesos a la primera meitat del segle xvii aC. S'ha trobat una gerra amb el seu nom gravat, que és l'única resta coneguda del seu regnat.